# Let’s Get Loud
Let’s Get Loud ist ein Lied der amerikanischen Sängerin Jennifer Lopez. Es erschien 1999 auf ihrem Debütalbum On the 6 und wurde am 9. Juni 2000 als fünfte und letzte Single des Albums veröffentlicht. 2000 wurde Lopez mit dem Song, nachdem sie bereits im Vorjahr mit Waiting for Tonight nominiert worden war, zum zweiten Mal für den Grammy als beste Dance-Aufnahme nominiert.

## Geschichte
Ursprünglich wurde der Song von Kike Santander und Gloria Estefan für Estefan geschrieben, die den Song an Lopez weitergab. 2011 veröffentlichte Estefan eine eigene Version des Liedes. Let’s Get Loud verpasste den Einstieg in die Billboard Hot 100, war aber in den Billboard Dance Club Songs vertreten und erreichte dort Platz 39. In den USA wurde Let’s Get Loud 413.000 Mal verkauft.

## Live-Aufführungen
Das offizielle Musikvideo zu Let’s Get Loud wurde bei der Fußball-Weltmeisterschaft der Frauen 1999 im Rose Bowl Stadium in Pasadena aufgenommen. Bei der Halbzeitshow des Super Bowl LIV sang Lopez das Lied zusammen mit ihrer elfjährigen Tochter Emme Maribel Muñiz.

## Kommerzieller Erfolg

### Chartplatzierungen
| ChartsChartplatzierungen | Höchstplatzierung | Wochen |
| ------------------------ | ----------------- | ------ |
| Deutschland (GfK)        | 13 (17 Wo.)       | 17     |
| Österreich (Ö3)          | 11 (13 Wo.)       | 13     |
| Schweiz (IFPI)           | 10 (27 Wo.)       | 27     |

| ChartsJahrescharts (2000) | Platzierung |
| ------------------------- | ----------- |
| Deutschland (GfK)         | 64          |
| Schweiz (IFPI)            | 42          |

### Auszeichnungen für Musikverkäufe
| Land/Region                  | Auszeichnungen für Musikverkäufe (Land/Region, Auszeichnung, Verkäufe) | Verkäufe  |
| ---------------------------- | ---------------------------------------------------------------------- | --------- |
| Australien (ARIA)            | 3× Platin                                                              | 210.000   |
| Belgien (BRMA)               | Gold                                                                   | 25.000    |
| Dänemark (IFPI)              | Gold                                                                   | 45.000    |
| Deutschland (BVMI)           | Gold                                                                   | 250.000   |
| Italien (FIMI)               | Gold                                                                   | 35.000    |
| Mexiko (AMPROFON)            | Gold                                                                   | 30.000    |
| Neuseeland (RMNZ)            | Gold                                                                   | 15.000    |
| Niederlande (NVPI)           | Gold                                                                   | 40.000    |
| Spanien (Promusicae)         | Gold                                                                   | 30.000    |
| Vereinigte Staaten (RIAA)    | Platin                                                                 | 1.000.000 |
| Vereinigtes Königreich (BPI) | Gold                                                                   | 400.000   |
| Insgesamt                    | 9× Gold · 4× Platin ·                                                  | 2.080.000 |

Hauptartikel: Jennifer Lopez/Auszeichnungen für Musikverkäufe